# 力偶
力偶（英語：couple）在經典力學裏是一種只有合力矩，而不产生合力的作用力系統。作用於剛體时，力偶能夠改變其旋轉運動，同時保持其平移運動不變。力偶不會給予剛體質心任何加速度。
力偶所產生的力矩稱為力偶矩，它与力矩不同，改变力矩的参考点并不影响力偶矩的大小

## 簡單力偶
最簡單的力偶是由兩個大小相同、方向相反、作用線相異的作用力組成，又稱為“簡單力偶”。與作用力同線的直線稱為這作用力的“作用線”。作用於物體，力偶會給與物體一種旋轉效應或力偶矩。採用国际单位制，力偶的單位是牛頓{\displaystyle \cdot }公尺。
假設施加於一物體的兩個作用線相異的作用力分別為 {\displaystyle \mathbf {F} \,} 、{\displaystyle -\mathbf {F} \,} ，則其力偶矩 {\displaystyle \tau \,} 的大小，以方程式表達為
{\displaystyle \tau =Fd\,} ；
其中，{\displaystyle d\,} 是兩個作用力之間的垂直距離。
力偶矩 {\displaystyle {\boldsymbol {\tau }}\,} 的方向垂直於包含這力偶的平面。
假設，兩個大小相等，方向相反的作用力 {\displaystyle \mathbf {F} _{1}\,} 與 {\displaystyle \mathbf {F} _{2}\,} ， 分別施加於一個物體的位置 {\displaystyle \mathbf {r} _{1}\,} 與   {\displaystyle \mathbf {r} _{2}\,} ，則合力等於零：
{\displaystyle \mathbf {F} _{1}+\mathbf {F} _{2}=0\,} ，
而所產生的力矩 {\displaystyle \mathbf {M} \,} 以方程式表達為
{\displaystyle \mathbf {M} =\mathbf {r} _{1}\times \mathbf {F} _{1}+\mathbf {r} _{2}\times \mathbf {F} _{2}=\mathbf {r} _{12}\times \mathbf {F} _{1}\,} ；
其中，{\displaystyle \mathbf {r} _{12}=\mathbf {r} _{1}-\mathbf {r} _{2}\,} 是兩個位置 {\displaystyle \mathbf {r} _{1}\,} 與   {\displaystyle \mathbf {r} _{2}\,} 之間的相對位置。
特別注意，由於 {\displaystyle \mathbf {r} _{12}\,} 是相對位置，不隨參考點的改變而改變，從物體上任何參考點觀測的力偶矩 {\displaystyle \mathbf {M} \,} 都相等。因此，力偶矩是個自由向量，作用於物體的任何一點，效果都一樣。

## 力偶矩與參考點無關
在計算作用力的力矩時，必須先選擇某參考點P，然後才能計算作用力對於參考點P的力矩。通常，若參考點P的位置改變，力矩也會改變。但是，力偶的力偶矩獨立於參考點P，對於任意參考點，力偶矩都相同。換句話說，力偶矩是一個自由向量。這理論稱為伐里農第二力矩定理（Varignon's Second Moment Theorem）。
證明：
假設分別施加於位置 {\displaystyle \mathbf {r} _{1}\,} 、{\displaystyle \mathbf {r} _{2}\,} 的作用力 {\displaystyle \mathbf {F} _{1}\,} 、{\displaystyle \mathbf {F} _{2}\,} ，共同形成一個力偶，則這兩個作用力的合力為
{\displaystyle \mathbf {F} _{1}+\mathbf {F} _{2}=0\,} ，
這兩個作用力對於原點O的力矩 {\displaystyle \mathbf {M} _{O}\,} 為
{\displaystyle \mathbf {M} _{O}=\mathbf {r} _{1}\times \mathbf {F} _{1}+\mathbf {r} _{2}\times \mathbf {F} _{2}\,} 。
設定參考點P的位置為 {\displaystyle \mathbf {r} \,} 。作用力 {\displaystyle \mathbf {F} _{1}\,} 、{\displaystyle \mathbf {F} _{2}\,} 對於點P的力矩 {\displaystyle \mathbf {M} _{P}\,} 為
{\displaystyle \mathbf {M} _{P}=(\mathbf {r} _{1}-\mathbf {r} )\times \mathbf {F} _{1}+(\mathbf {r} _{2}-\mathbf {r} )\times \mathbf {F} _{2}=\mathbf {r} _{1}\times \mathbf {F} _{1}+\mathbf {r} _{2}\times \mathbf {F} _{2}-\mathbf {r} \times (\mathbf {F} _{1}+\mathbf {F} _{2})=\mathbf {r} _{1}\times \mathbf {F} _{1}+\mathbf {r} _{2}\times \mathbf {F} _{2}\,} 。
所以，力偶矩與參考點無關：
{\displaystyle \mathbf {M} _{P}=\mathbf {M} _{O}\,} 。

## 應用
在機械工程學裏，力偶是個很有用的概念。以下列出幾個實例：
- 當用手扭轉螺絲起子時，螺絲起子會感受到力偶。
- 當用螺絲起子扭轉螺絲釘時，螺絲釘會感受到力偶。
- 一個在水裏旋轉的螺旋槳推進器，會感受到由水阻力產生的力偶。
- 在一個均勻電場裏，電偶極子會感受到電場的力偶。
- 航天器上的反应控制系统。
- 手在方向盘上施加的力。